# Puchar Świata w skokach narciarskich w Willingen
Puchar Świata w skokach narciarskich w Willingen – zawody w skokach narciarskich, przeprowadzane w ramach Pucharu Świata w skokach narciarskich od sezonu 1994/1995. Areną zmagań jest skocznia Mühlenkopfschanze w Willingen.

## Historia
Inauguracyjny konkurs zakończył się zwycięstwem austriackiego zawodnika – Andreasa Goldbergera. Następne zawody rozegrano tu w 1997 roku. Triumfy w nich odnieśli Martin Höllwarth z Austrii, oraz Hiroya Saitō z Japonii. Do Willingen najlepsi skoczkowie świata zawitali ponownie w sezonie 1998/1999. Tym razem konkursy zakończyły się wielkim zwycięstwem Japończyków: dwukrotnie w indywidualnych zmaganiach najlepszy był Noriaki Kasai, a drużynową rywalizację wygrała ich reprezentacja. Rok później, również w obu konkursach, triumfował Andreas Widhölzl.
Podczas pierwszego konkursu indywidualnego w sezonie 2000/2001 Adam Małysz ustanowił nowy rekord skoczni – 151,5 m. Konkurs jednak wygrał Fin Ville Kantee, zaś Polak był najlepszy dzień później. W drużynowych zawodach zwyciężyli Finowie. W 2002 roku na Mühlenkopfschanze triumfował Sven Hannawald. Dla zawodnika gospodarzy był to piąty triumf z rzędu w konkursach o Puchar Świata. „Drużynówka” zakończyła się zwycięstwem Austriaków.
Sezon 2002/2003 to ponowne zwycięstwo Svena Hannawalda. W drugim konkursie, w zmiennych warunkach pogodowych, najlepszy okazał się Noriaki Kasai. Rok później zawody zakończyły się pomyślnie dla Skandynawów – indywidualnie najlepszy był Fin Janne Ahonen, drużynowo Norwegowie. Ahonen triumfował także rok później, ustanawiając nowy, aktualny rekord obiektu – 152,0 m. Rywalizację zespołową wygrali Niemcy.
W sezonie 2005/2006 najlepszy na Mühlenkopfschanze okazał się austriacki zawodnik, Andreas Kofler. Konkurs drużynowy to z kolei zwycięstwo Finów. Rok później te zmagania zakończyły się wygraną Austriaków. Indywidualnie najlepszy był Anders Jacobsen. Norwegowie w sezonie 2007/2008 odnieśli podwójny sukces. Konkurs indywidualny wygrał Bjørn Einar Romøren, drużynowo byli najlepsi. W 2009 w konkursie indywidualnym zwyciężył Gregor Schlierenzauer, natomiast w drużynowym najlepsi byli reprezentanci Austrii. Dodatkowo – po raz pierwszy w historii – zawody te były zaliczane do klasyfikacji FIS Team Tour.

## Podium poszczególnych konkursów PŚ w Willingen

### Mężczyźni
| Lp  | Data             | Skocznia          | K / HS | Uwagi             | 1. miejsce                                                                                                   | 2. miejsce                                                                                      | 3. miejsce                                                                                |
| --- | ---------------- | ----------------- | ------ | ----------------- | --- | ----------------------------------------------------------------------------------------------- | ----------------------------------------------------------------------------------------- |
| 1.  | 8 stycznia 1995  | Mühlenkopfschanze | K120   | –                 | Andreas Goldberger                                                                                           | Kazuyoshi Funaki                                                                                | Dieter Thoma                                                                              |
| 2.  | 1 lutego 1997    | Mühlenkopfschanze | K120   | –                 | Martin Höllwarth                                                                                             | Dieter Thoma                                                                                    | Primož Peterka                                                                            |
| 3.  | 2 lutego 1997    | Mühlenkopfschanze | K120   | –                 | Hiroya Saitō                                                                                                 | Dieter Thoma                                                                                    | Roar Ljøkelsøy                                                                            |
| 4.  | 29 stycznia 1999 | Mühlenkopfschanze | K120   | –                 | Noriaki Kasai                                                                                                | Martin Schmitt                                                                                  | Kazuyoshi Funaki                                                                          |
| 5.  | 30 stycznia 1999 | Mühlenkopfschanze | K120   | druż.             | Japonia 1. Kazuya Yoshioka 2. Hideharu Miyahira 3. Noriaki Kasai 4. Kazuyoshi Funaki                         | Austria 1. Reinhard Schwarzenberger 2. Wolfgang Loitzl 3. Stefan Horngacher 4. Andreas Widhölzl | Niemcy 1. Sven Hannawald 2. Hansjörg Jäkle 3. Dieter Thoma 4. Martin Schmitt              |
| 6.  | 31 stycznia 1999 | Mühlenkopfschanze | K120   | –                 | Noriaki Kasai                                                                                                | Andreas Widhölzl                                                                                | Kazuyoshi Funaki                                                                          |
| 7.  | 5 lutego 2000    | Mühlenkopfschanze | K120   | –                 | Andreas Widhölzl                                                                                             | Janne Ahonen                                                                                    | Martin Schmitt                                                                            |
| 8.  | 6 lutego 2000    | Mühlenkopfschanze | K120   | –                 | Andreas Widhölzl                                                                                             | Martin Schmitt                                                                                  | Janne Ahonen                                                                              |
| 9.  | 2 lutego 2001    | Mühlenkopfschanze | K120   | druż.             | Finlandia 1. Ville Kantee 2. Jussi Hautamäki 3. Jani Soininen 4. Risto Jussilainen                           | Austria 1. Martin Höllwarth 2. Stefan Horngacher 3. Wolfgang Loitzl 4. Andreas Widhölzl         | Japonia 1. Kazuyoshi Funaki 2. Kazuya Yoshioka 3. Hideharu Miyahira 4. Noriaki Kasai      |
| 10. | 3 lutego 2001    | Mühlenkopfschanze | K120   | –                 | Ville Kantee                                                                                                 | Adam Małysz                                                                                     | Risto Jussilainen                                                                         |
| 11. | 4 lutego 2001    | Mühlenkopfschanze | K120   | –                 | Adam Małysz                                                                                                  | Risto Jussilainen                                                                               | Matti Hautamäki                                                                           |
| 12. | 12 stycznia 2002 | Mühlenkopfschanze | K120   | –                 | Sven Hannawald                                                                                               | Matti Hautamäki                                                                                 | Veli-Matti Lindström                                                                      |
| 13. | 13 stycznia 2002 | Mühlenkopfschanze | K120   | druż.             | Austria 1. Martin Höllwarth 2. Andreas Goldberger 3. Stefan Horngacher 4. Andreas Widhölzl                   | Finlandia 1. Veli-Matti Lindström 2. Tami Kiuru 3. Janne Ahonen 4. Matti Hautamäki              | Niemcy 1. Christof Duffner 2. Stephan Hocke 3. Sven Hannawald 4. Martin Schmitt           |
| 14. | 8 lutego 2003    | Mühlenkopfschanze | K120   | –                 | Sven Hannawald                                                                                               | Andreas Widhölzl                                                                                | Florian Liegl                                                                             |
| 15. | 9 lutego 2003    | Mühlenkopfschanze | K120   | –                 | Noriaki Kasai                                                                                                | Hideharu Miyahira                                                                               | Robert Kranjec                                                                            |
| 16. | 14 lutego 2004   | Mühlenkopfschanze | K130   | –                 | Janne Ahonen                                                                                                 | Georg Späth                                                                                     | Roar Ljøkelsøy                                                                            |
| 17. | 15 lutego 2004   | Mühlenkopfschanze | K130   | druż.             | Norwegia 1. Tommy Ingebrigtsen 2. Sigurd Pettersen 3. Bjørn Einar Romøren 4. Roar Ljøkelsøy                  | Finlandia 1. Tami Kiuru 2. Matti Hautamäki 3. Jussi Hautamäki 4. Janne Ahonen                   | Niemcy 1. Michael Uhrmann 2. Martin Schmitt 3. Alexander Herr 4. Georg Späth              |
| 18. | 8 stycznia 2005  | Mühlenkopfschanze | HS145  | nocny, druż.      | Niemcy 1. Maximilian Mechler 2. Michael Uhrmann 3. Alexander Herr 4. Georg Späth                             | Finlandia 1. Matti Hautamäki 2. Risto Jussilainen 3. Tami Kiuru 4. Janne Ahonen                 | Austria 1. Andreas Widhölzl 2. Wolfgang Loitzl 3. Thomas Morgenstern 4. Martin Höllwarth  |
| 19. | 9 stycznia 2005  | Mühlenkopfschanze | HS145  | nocny             | Janne Ahonen                                                                                                 | Martin Höllwarth                                                                                | Andreas Küttel                                                                            |
| 20. | 4 lutego 2006    | Mühlenkopfschanze | HS145  | –                 | Andreas Kofler                                                                                               | Thomas Morgenstern                                                                              | Andreas Küttel                                                                            |
| 21. | 5 lutego 2006    | Mühlenkopfschanze | HS145  | druż.             | Finlandia 1. Tami Kiuru 2. Janne Happonen 3. Matti Hautamäki 4. Janne Ahonen                                 | Austria 1. Andreas Kofler 2. Andreas Widhölzl 3. Martin Koch 4. Thomas Morgenstern              | Norwegia 1. Bjørn Einar Romøren 2. Lars Bystøl 3. Sigurd Pettersen 4. Roar Ljøkelsøy      |
| 22. | 10 lutego 2007   | Mühlenkopfschanze | HS145  | nocny             | Anders Jacobsen                                                                                              | Michael Uhrmann                                                                                 | Jernej Damjan                                                                             |
| 23. | 11 lutego 2007   | Mühlenkopfschanze | HS145  | druż.             | Austria 1. Wolfgang Loitzl 2. Andreas Kofler 3. Arthur Pauli 4. Gregor Schlierenzauer                        | Norwegia 1. Tom Hilde 2. Anders Bardal 3. Anders Jacobsen 4. Roar Ljøkelsøy                     | Niemcy 1. Stephan Hocke 2. Tobias Bogner 3. Jörg Ritzerfeld 4. Michael Uhrmann            |
| 24. | 16 lutego 2008   | Mühlenkopfschanze | HS145  | druż.             | Norwegia 1. Bjørn Einar Romøren 2. Anders Bardal 3. Tom Hilde 4. Anders Jacobsen                             | Finlandia 1. Janne Happonen 2. Harri Olli 3. Matti Hautamäki 4. Janne Ahonen                    | Austria 1. Andreas Kofler 2. Martin Koch 3. Gregor Schlierenzauer 4. Thomas Morgenstern   |
| 25. | 17 lutego 2008   | Mühlenkopfschanze | HS145  | –                 | Bjørn Einar Romøren                                                                                          | Jernej Damjan                                                                                   | Anders Bardal                                                                             |
| 26. | 7 lutego 2009    | Mühlenkopfschanze | HS145  | FTT, nocny, druż. | Austria 1. Thomas Morgenstern 2. Markus Eggenhofer 3. Andreas Kofler 4. Wolfgang Loitzl                      | Norwegia 1. Roar Ljøkelsøy 2. Tom Hilde 3. Anders Bardal 4. Anders Jacobsen                     | Finlandia 1. Ville Larinto 2. Kalle Keituri 3. Matti Hautamäki 4. Harri Olli              |
| 27. | 8 lutego 2009    | Mühlenkopfschanze | HS145  | FTT, nocny        | Gregor Schlierenzauer                                                                                        | Simon Ammann                                                                                    | Noriaki Kasai                                                                             |
| 28. | 5 lutego 2010    | Mühlenkopfschanze | HS145  | FTT, nocny        | Gregor Schlierenzauer                                                                                        | Anders Jacobsen                                                                                 | Michael Neumayer                                                                          |
| 29. | 6 lutego 2010    | Mühlenkopfschanze | HS145  | FTT, nocny, druż. | Niemcy 1. Michael Uhrmann 2. Michael Neumayer 3. Pascal Bodmer 4. Martin Schmitt                             | Norwegia 1. Johan Remen Evensen 2. Tom Hilde 3. Anders Jacobsen 4. Bjørn Einar Romøren          | Austria 1. Florian Schabereiter 2. Michael Hayböck 3. Stefan Thurnbichler 4. David Zauner |
| 30. | 29 stycznia 2011 | Mühlenkopfschanze | HS145  | FTT, nocny, druż. | Austria 1. G.Schlierenzauer 2. M.Koch 3. A.Kofler 4. T.Morgenstern                                           | Niemcy 1. M.Uhrmann 2. M.Schmitt 3. M.Neumayer 4. S.Freund                                      | Polska 1. K.Stoch 2. P.Żyła 3. S.Hula 4. A.Małysz                                         |
| 31. | 30 stycznia 2011 | Mühlenkopfschanze | HS145  | FTT               | Severin Freund                                                                                               | Martin Koch                                                                                     | Simon Ammann                                                                              |
| 32. | 11 lutego 2012   | Mühlenkopfschanze | HS145  | FTT, nocny, druż. | Norwegia 1. Anders Fannemel 2. Rune Velta 3. Vegard Haukø Sklett 4. Anders Bardal                            | Austria 1. Martin Koch 2. Andreas Kofler 3. Thomas Morgenstern 4. Gregor Schlierenzauer         | Niemcy 1. Maximilian Mechler 2. Andreas Wank 3. Severin Freund 4. Richard Freitag         |
| 33. | 12 lutego 2012   | Mühlenkopfschanze | HS145  | FTT               | Anders Bardal                                                                                                | Roman Koudelka                                                                                  | Daiki Itō                                                                                 |
| 34. | 9 lutego 2013    | Mühlenkopfschanze | HS145  | FTT, druż.        | Słowenia 1. Jurij Tepeš 2. Jaka Hvala 3. Peter Prevc 4. Robert Kranjec                                       | Norwegia 1. Rune Velta 2. Tom Hilde 3. Anders Bardal 4. Anders Jacobsen                         | Niemcy 1. Michael Neumayer 2. Richard Freitag 3. Andreas Wellinger 4. Severin Freund      |
| 35. | 10 lutego 2013   | Mühlenkopfschanze | HS145  | FTT               | odwołany | odwołany                                                                                        | odwołany                                                                                  |
| 35. | 1 lutego 2014    | Mühlenkopfschanze | HS145  | nocny             | Kamil Stoch                                                                                                  | Severin Freund                                                                                  | Jernej Damjan                                                                             |
| 36. | 2 lutego 2014    | Mühlenkopfschanze | HS145  | –                 | Kamil Stoch                                                                                                  | Severin Freund                                                                                  | Peter Prevc                                                                               |
| 37. | 30 stycznia 2015 | Mühlenkopfschanze | HS145  | nocny             | Kamil Stoch                                                                                                  | Peter Prevc                                                                                     | Severin Freund                                                                            |
| 38. | 31 stycznia 2015 | Mühlenkopfschanze | HS145  | nocny, druż.      | Słowenia 1. Jurij Tepeš 2. Nejc Dežman 3. Jernej Damjan 4. Peter Prevc                                       | Niemcy 1. Markus Eisenbichler 2. Marinus Kraus 3. Richard Freitag 4. Severin Freund             | Norwegia 1. Tom Hilde 2. Anders Jacobsen 3. Anders Fannemel 4. Rune Velta                 |
| 39. | 1 lutego 2015    | Mühlenkopfschanze | HS145  | –                 | Severin Freund                                                                                               | Rune Velta                                                                                      | Roman Koudelka                                                                            |
| 40. | 9 stycznia 2016  | Mühlenkopfschanze | HS145  | nocny, druż.      | Niemcy 1. Andreas Wank 2. Andreas Wellinger 3. Richard Freitag 4. Severin Freund                             | Norwegia 1. Andreas Stjernen 2. Daniel-André Tande 3. Kenneth Gangnes 4. Johann André Forfang   | Austria 1. Stefan Kraft 2. Manuel Poppinger 3. Manuel Fettner 4. Michael Hayböck          |
| 41. | 10 stycznia 2016 | Mühlenkopfschanze | HS145  | nocny             | Peter Prevc                                                                                                  | Kenneth Gangnes                                                                                 | Severin Freund                                                                            |
| 42. | 28 stycznia 2017 | Mühlenkopfschanze | HS145  | nocny, druż.      | Polska 1. Piotr Żyła 2. Dawid Kubacki 3. Maciej Kot 4. Kamil Stoch                                           | Austria 1. Michael Hayböck 2. Manuel Fettner 3. Gregor Schlierenzauer 4. Stefan Kraft           | Niemcy 1. Markus Eisenbichler 2. Stephan Leyhe 3. Andreas Wellinger 4. Richard Freitag    |
| 43. | 29 stycznia 2017 | Mühlenkopfschanze | HS145  | –                 | Andreas Wellinger                                                                                            | Stefan Kraft                                                                                    | Manuel Fettner                                                                            |
| 44. | 3 lutego 2018    | Mühlenkopfschanze | HS145  | WF, nocny         | Daniel-André Tande                                                                                           | Richard Freitag                                                                                 | Dawid Kubacki                                                                             |
| 45. | 4 lutego 2018    | Mühlenkopfschanze | HS145  | WF                | Johann André Forfang                                                                                         | Kamil Stoch                                                                                     | Piotr Żyła                                                                                |
| 46. | 15 lutego 2019   | Mühlenkopfschanze | HS145  | nocny, druż.      | Polska 1. Piotr Żyła 2. Jakub Wolny 3. Dawid Kubacki 4. Kamil Stoch                                          | Niemcy 1. Karl Geiger 2. Richard Freitag 3. Markus Eisenbichler 4. Stephan Leyhe                | Słowenia 1. Anže Semenič 2. Peter Prevc 3. Jernej Damjan 4. Timi Zajc                     |
| 47. | 16 lutego 2019   | Mühlenkopfschanze | HS145  | WF, nocny         | Karl Geiger                                                                                                  | Kamil Stoch                                                                                     | Ryōyū Kobayashi                                                                           |
| 48. | 17 lutego 2019   | Mühlenkopfschanze | HS145  | WF                | Ryōyū Kobayashi                                                                                              | Markus Eisenbichler                                                                             | Piotr Żyła                                                                                |
| 49. | 8 lutego 2020    | Mühlenkopfschanze | HS145  | WF, nocny         | Stephan Leyhe                                                                                                | Marius Lindvik                                                                                  | Kamil Stoch                                                                               |
| 50. | 9 lutego 2020    | Mühlenkopfschanze | HS145  | WF                | odwołany | odwołany                                                                                        | odwołany                                                                                  |
| 51. | 30 stycznia 2021 | Mühlenkopfschanze | HS147  | WF                | Halvor Egner Granerud                                                                                        | Daniel-André Tande                                                                              | Kamil Stoch                                                                               |
| 52. | 31 stycznia 2021 | Mühlenkopfschanze | HS147  | WF                | Halvor Egner Granerud                                                                                        | Piotr Żyła                                                                                      | Markus Eisenbichler                                                                       |
| 53. | 28 stycznia 2022 | Mühlenkopfschanze | HS147  | nocny, miesz.     | Słowenia 1. Ema Klinec 2. Cene Prevc 3. Urša Bogataj 4. Anže Lanišek                                         | Norwegia 1. Thea Minyan Bjørseth 2. Halvor Egner Granerud 3. Silje Opseth 4. Marius Lindvik     | Austria 1. Eva Pinkelnig 2. Daniel Huber 3. Marita Kramer 4. Stefan Kraft                 |
| 54. | 29 stycznia 2022 | Mühlenkopfschanze | HS147  | nocny             | Ryōyū Kobayashi                                                                                              | Halvor Egner Granerud                                                                           | Marius Lindvik                                                                            |
| 55. | 30 stycznia 2022 | Mühlenkopfschanze | HS147  | nocny             | Marius Lindvik                                                                                               | Karl Geiger                                                                                     | Cene Prevc                                                                                |
| 56. | 3 lutego 2023    | Mühlenkopfschanze | HS147  | nocny, miesz.     | Norwegia 1. Anna Odine Strøm 2. Marius Lindvik 3. Silje Opseth 4. Halvor Egner Granerud                      | Austria 1. Chiara Kreuzer 2. Jan Hörl 3. Eva Pinkelnig 4. Stefan Kraft                          | Niemcy 1. Selina Freitag 2. Karl Geiger 3. Katharina Althaus 4. Andreas Wellinger         |
| 57. | 4 lutego 2023    | Mühlenkopfschanze | HS147  | nocny             | Halvor Egner Granerud                                                                                        | Anže Lanišek                                                                                    | Dawid Kubacki                                                                             |
| 58. | 5 lutego 2023    | Mühlenkopfschanze | HS147  | nocny             | Halvor Egner Granerud                                                                                        | Ryōyū Kobayashi                                                                                 | Daniel-André Tande                                                                        |
| 59. | 3 lutego 2024    | Mühlenkopfschanze | HS147  | nocny             | Johann André Forfang                                                                                         | Ryōyū Kobayashi                                                                                 | Kristoffer Eriksen Sundal                                                                 |
| 60. | 4 lutego 2024    | Mühlenkopfschanze | HS147  | nocny             | Andreas Wellinger                                                                                            | Ryōyū Kobayashi                                                                                 | Gregor Deschwanden                                                                        |
| 61. | 31 stycznia 2025 | Mühlenkopfschanze | HS147  | nocny, miesz.     | Norwegia 1. Thea Minyan Bjørseth 2. Kristoffer Eriksen Sundal 3. Eirin Maria Kvandal 4. Johann André Forfang | Austria 1. Lisa Eder 2. Jan Hörl 3. Jacqueline Seifriedsberger 4. Daniel Tschofenig             | Niemcy 1. Katharina Schmid 2. Philipp Raimund 3. Selina Freitag 4. Andreas Wellinger      |
| 62. | 1 lutego 2025    | Mühlenkopfschanze | HS147  | nocny             | Daniel Tschofenig                                                                                            | Anže Lanišek                                                                                    | Maximilian Ortner                                                                         |
| 63. | 2 lutego 2025    | Mühlenkopfschanze | HS147  | nocny             | Daniel Tschofenig                                                                                            | Johann André Forfang                                                                            | Jan Hörl                                                                                  |

### Kobiety
| Lp | Data             | Skocznia          | K / HS | Uwagi         | 1. miejsce                                                                              | 2. miejsce                                                                                  | 3. miejsce                                                                        |
| -- | ---------------- | ----------------- | ------ | ------------- | --------------------------------------------------------------------------------------- | ------------------------------------------------------------------------------------------- | --------------------------------------------------------------------------------- |
| 1. | 28 stycznia 2022 | Mühlenkopfschanze | HS147  | nocny, miesz. | Słowenia 1. Ema Klinec 2. Cene Prevc 3. Urša Bogataj 4. Anže Lanišek                    | Norwegia 1. Thea Minyan Bjørseth 2. Halvor Egner Granerud 3. Silje Opseth 4. Marius Lindvik | Austria 1. Eva Pinkelnig 2. Daniel Huber 3. Marita Kramer 4. Stefan Kraft         |
| 2. | 29 stycznia 2022 | Mühlenkopfschanze | HS147  | [ b ]         | Marita Kramer                                                                           | Katharina Althaus                                                                           | Ema Klinec                                                                        |
| 3. | 30 stycznia 2022 | Mühlenkopfschanze | HS147  | [ b ]         | Nika Križnar                                                                            | Katharina Althaus                                                                           | Aleksandra Kustowa                                                                |
| 4. | 3 lutego 2023    | Mühlenkopfschanze | HS147  | nocny, miesz. | Norwegia 1. Anna Odine Strøm 2. Marius Lindvik 3. Silje Opseth 4. Halvor Egner Granerud | Austria 1. Chiara Kreuzer 2. Jan Hörl 3. Eva Pinkelnig 4. Stefan Kraft                      | Niemcy 1. Selina Freitag 2. Karl Geiger 3. Katharina Althaus 4. Andreas Wellinger |
| 5. | 4 lutego 2023    | Mühlenkopfschanze | HS147  | –             | Katharina Althaus                                                                       | Ema Klinec                                                                                  | Sara Takanashi                                                                    |
| 6. | 5 lutego 2023    | Mühlenkopfschanze | HS147  | –             | Yūki Itō                                                                                | Nozomi Maruyama                                                                             | Sara Takanashi                                                                    |

## Najwięcej razy na podium w konkursach indywidualnych
Uwzględnieni zawodnicy, którzy zdobyli minimum 2 miejsca na podium (stan na 2 lutego 2025)
| Miejsce | Imię i nazwisko       | Kraj       | 1. miejsce | 2. miejsce | 3. miejsce | Razem |
| ------- | --------------------- | ---------- | ---------- | ---------- | ---------- | ----- |
| 1.      | Halvor Egner Granerud | Norwegia   | 4          | 1          | 0          | 5     |
| 2.      | Kamil Stoch           | Polska     | 3          | 2          | 2          | 7     |
| 3.      | Noriaki Kasai         | Japonia    | 3          | 0          | 1          | 4     |
| 4.      | Ryōyū Kobayashi       | Japonia    | 2          | 3          | 1          | 6     |
| 5.      | Severin Freund        | Niemcy     | 2          | 2          | 2          | 6     |
| 6.      | Andreas Widhölzl      | Austria    | 2          | 2          | 0          | 4     |
| 7.      | Janne Ahonen          | Finlandia  | 2          | 1          | 1          | 4     |
| 8.      | Johann André Forfang  | Norwegia   | 2          | 1          | 0          | 3     |
| 9.      | Sven Hannawald        | Niemcy     | 2          | 0          | 0          | 2     |
| 9.      | Gregor Schlierenzauer | Austria    | 2          | 0          | 0          | 2     |
| 9.      | Andreas Wellinger     | Niemcy     | 2          | 0          | 0          | 2     |
| 9.      | Daniel Tschofenig     | Austria    | 2          | 0          | 0          | 2     |
| 13.     | Peter Prevc           | Słowenia   | 1          | 1          | 1          | 3     |
| 13.     | Marius Lindvik        | Norwegia   | 1          | 1          | 1          | 3     |
| 13.     | Daniel-André Tande    | Norwegia   | 1          | 1          | 1          | 3     |
| 16.     | Karl Geiger           | Niemcy     | 1          | 1          | 0          | 2     |
| 16.     | Adam Małysz           | Polska     | 1          | 1          | 0          | 2     |
| 16.     | Anders Jacobsen       | Norwegia   | 1          | 1          | 0          | 2     |
| 16.     | Martin Höllwarth      | Austria    | 1          | 1          | 0          | 2     |
| 20.     | Anders Bardal         | Norwegia   | 1          | 0          | 1          | 2     |
| 21.     | Dieter Thoma          | Niemcy     | 0          | 2          | 1          | 3     |
| 21.     | Martin Schmitt        | Niemcy     | 0          | 2          | 1          | 3     |
| 23.     | Anže Lanišek          | Słowenia   | 0          | 2          | 0          | 2     |
| 24.     | Jernej Damjan         | Słowenia   | 0          | 1          | 2          | 3     |
| 24.     | Kazuyoshi Funaki      | Japonia    | 0          | 1          | 2          | 3     |
| 24.     | Piotr Żyła            | Polska     | 0          | 1          | 2          | 3     |
| 27.     | Simon Ammann          | Szwajcaria | 0          | 1          | 1          | 2     |
| 27.     | Matti Hautamäki       | Finlandia  | 0          | 1          | 1          | 2     |
| 27.     | Risto Jussilainen     | Finlandia  | 0          | 1          | 1          | 2     |
| 27.     | Roman Koudelka        | Czechy     | 0          | 1          | 1          | 2     |
| 31.     | Dawid Kubacki         | Polska     | 0          | 0          | 2          | 2     |
| 31.     | Andreas Küttel        | Szwajcaria | 0          | 0          | 2          | 2     |
| 31.     | Roar Ljøkelsøy        | Norwegia   | 0          | 0          | 2          | 2     |

## Najwięcej razy na podium według państw
Stan na 2 lutego 2025
| Miejsce | Państwo    | Zwycięstwa | 2. miejsca | 3. miejsca | Razem |
| ------- | ---------- | ---------- | ---------- | ---------- | ----- |
| 1.      | Norwegia   | 15         | 13         | 8          | 36    |
| 2.      | Austria    | 13         | 12         | 7          | 32    |
| 3.      | Niemcy     | 11         | 13         | 14         | 38    |
| 4.      | Japonia    | 7          | 5          | 6          | 18    |
| 5.      | Polska     | 6          | 4          | 7          | 17    |
| 6.      | Finlandia  | 5          | 7          | 5          | 17    |
| 7.      | Słowenia   | 4          | 4          | 7          | 15    |
| 8.      | Szwajcaria | 0          | 1          | 4          | 5     |
| 9.      | Czechy     | 0          | 1          | 0          | 1     |